# 瓦拉布雷格
瓦拉布雷格（法語：Vallabrègues，法語發音：[valabʁɛɡ]）是法国加尔省的一个市镇，位于该省东部，罗讷河左岸，属于尼姆区。

## 地理
瓦拉布雷格（43°51'11"N, 4°37'39"E）面积14.33 平方千米，位于法国奧克西塔尼大區加尔省，该省份为法国南部沿海省份，南端濒地中海，北起顺时针与阿尔代什省、沃克吕兹省、罗讷河口省、埃罗省、阿韦龙省和洛泽尔省接壤。
与瓦拉布雷格接壤的市镇（或旧市镇、城区）包括：圣皮埃尔-德梅佐阿格、塔拉斯孔、阿拉蒙、博凯尔、孔普斯、蒙弗兰、泰济耶。

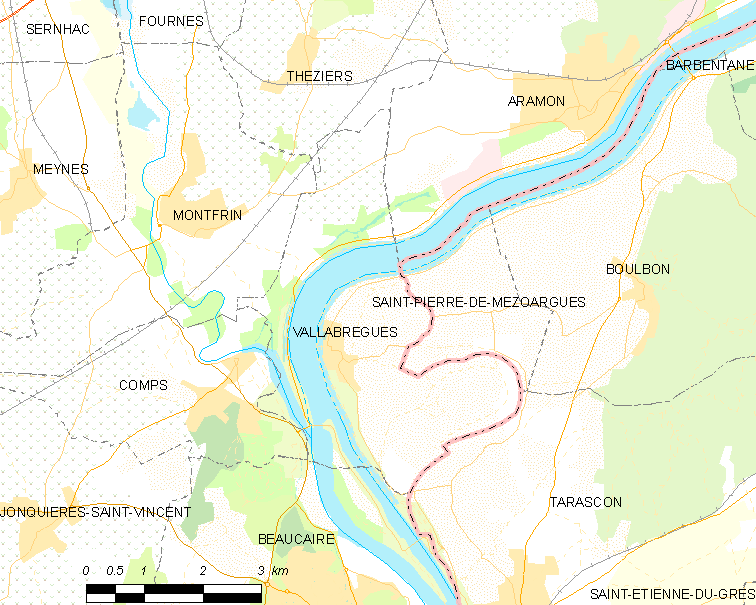
瓦拉布雷格的OSM定位图

瓦拉布雷格的时区为UTC+01:00、UTC+02:00（夏令时）。

## 行政
瓦拉布雷格的邮政编码为30300，INSEE市镇编码为30336。

## 政治
瓦拉布雷格所属的省级选区为博凯尔县。

## 人口

1962-2008年间瓦拉布雷格人口变化图示

瓦拉布雷格于2022年1月1日时的人口数量为1376人。